# Jassolidia munda
Jassolidia munda är en insektsart som beskrevs av Carl Stål 1862. Jassolidia munda ingår i släktet Jassolidia och familjen dvärgstritar. Inga underarter finns listade i Catalogue of Life.